# Transportgeschwader 4
Das Transportgeschwader 4 war ein Verband der Luftwaffe der Wehrmacht im Zweiten Weltkrieg. Als Transportgeschwader, ausgestattet mit einer Vielzahl von unterschiedlichen Typen von Transportflugzeugen, führte es Transportaufträge durch. Das Geschwader beteiligte sich am Unternehmen Weserübung, an der Luftlandeschlacht um Kreta, dem Deutsch-Sowjetischen Krieg und der Abwehr der alliierten Landung in der Normandie. Es wurde am 20. Oktober 1944 aufgelöst.

## Aufstellung
Der Stab des Transportgeschwaders 4 wurde im Mai 1943 aufgestellt. Als neue I. Gruppe wurde die zuvor selbstständige Kampfgruppe zur besonderen Verwendung 105 (KGr. z.b.V. 105) umbenannt, die bereits seit März 1940 bestand. Die II. und die III. Gruppe entstanden aus den seit 10. Dezember 1941 bestehenden KGr. z.b.V. 500 und KGr. z.b.V. 400. Die IV. Gruppe wurde aus der seit dem 17. Dezember 1941 bestehenden KGr. z.b.V. 700 gebildet. Zusätzlich zu den 16 Staffeln dieser 4 Gruppen kam im August 1944 noch eine selbstständige 17. Staffel hinzu, die ehemalige Seetransportstaffel 1. Die I. bis III. Gruppe waren mit dem dreimotorigen Transportflugzeug Junkers Ju 52 ausgestattet. Die IV. Gruppe flog mit der Arado Ar 232, Focke-Wulf Fw 200, Junkers Ju 252, Junkers Ju 352, Junkers Ju 90, der französischen Lioré & Olivier LeO 45 der Messerschmitt Me 323 und der italienischen Piaggio P.108. Am 20. Oktober 1944 wurde der Geschwaderstab, die I. und II. Gruppe aufgelöst. Die III. und IV. Gruppe bestanden bis zur Kapitulation im Mai 1945 fort. Die Geschwaderkennung war G6.

## Gliederung
Der Geschwaderkommodore und sein Stab führten die I. bis IV. Gruppe die wiederum in Staffeln unterteilt waren. Die 1. bis 4. Staffel gehörte der I. Gruppe, die 5. bis 8. Staffel der II. Gruppe, die 9. bis 12. Staffel der III. Gruppe und die 13. bis 16. Staffel der IV. Gruppe an. Jede Staffel führte ein Staffelkapitän und war in vier Ketten mit je drei Flugzeugen unterteilt. Daraus ergab sich eine Sollstärke der Transportgruppe von je 48 Flugzeugen, geführt durch den Gruppenkommandeur. Dies ergab bei vier Transportgruppen eine Sollstärke des Geschwaders von 192 Flugzeugen.

## Geschichte
Beim Unternehmen Weserübung, der Besetzung Dänemarks und Norwegens, kam die Kampfgruppe z.b.V. 105 unter dem X. Fliegerkorps zum Einsatz. Diese lag in Kiel-Holtenau (Lage).

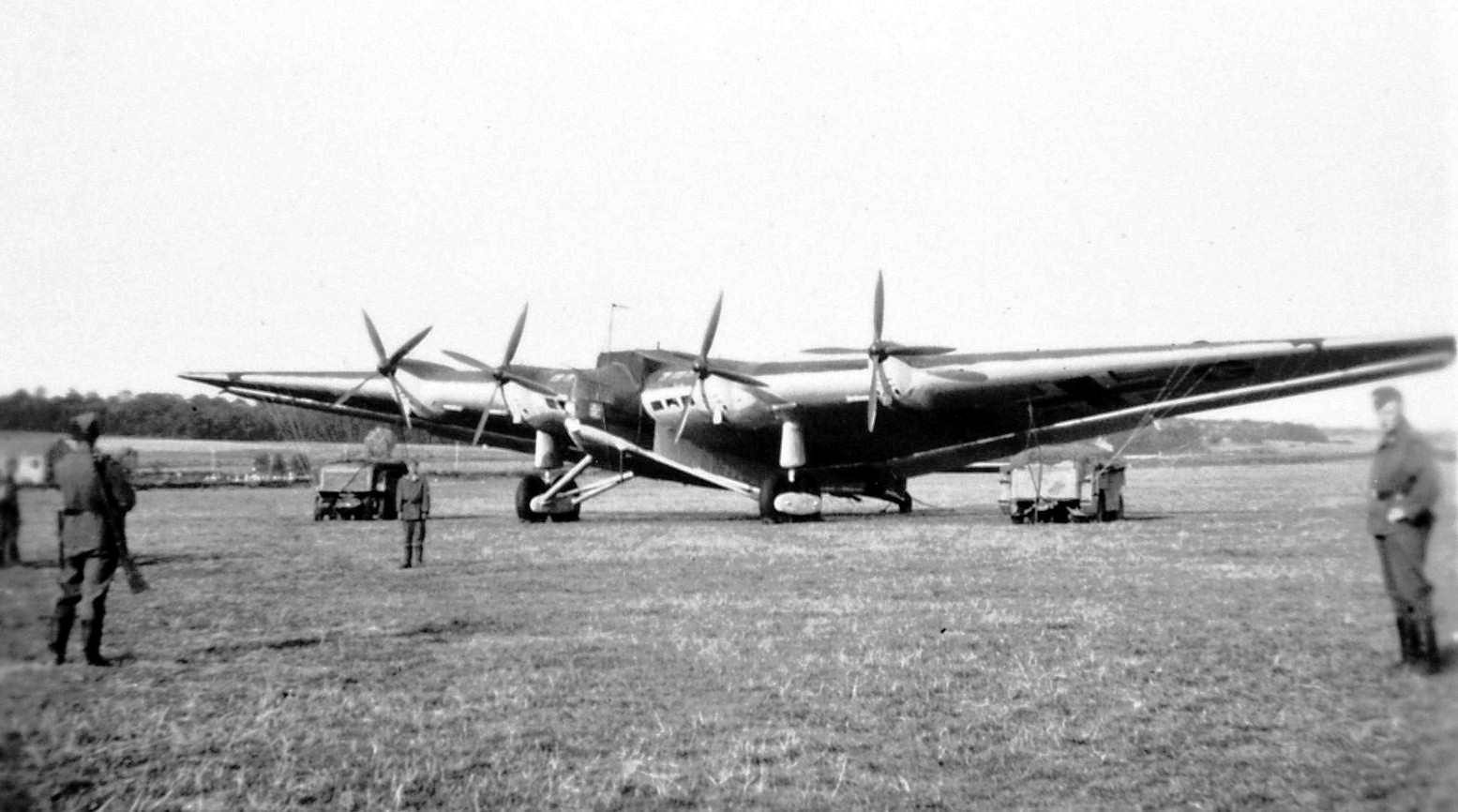
Junkers G 38 der KGr. z.b.V. 105, 1939–41

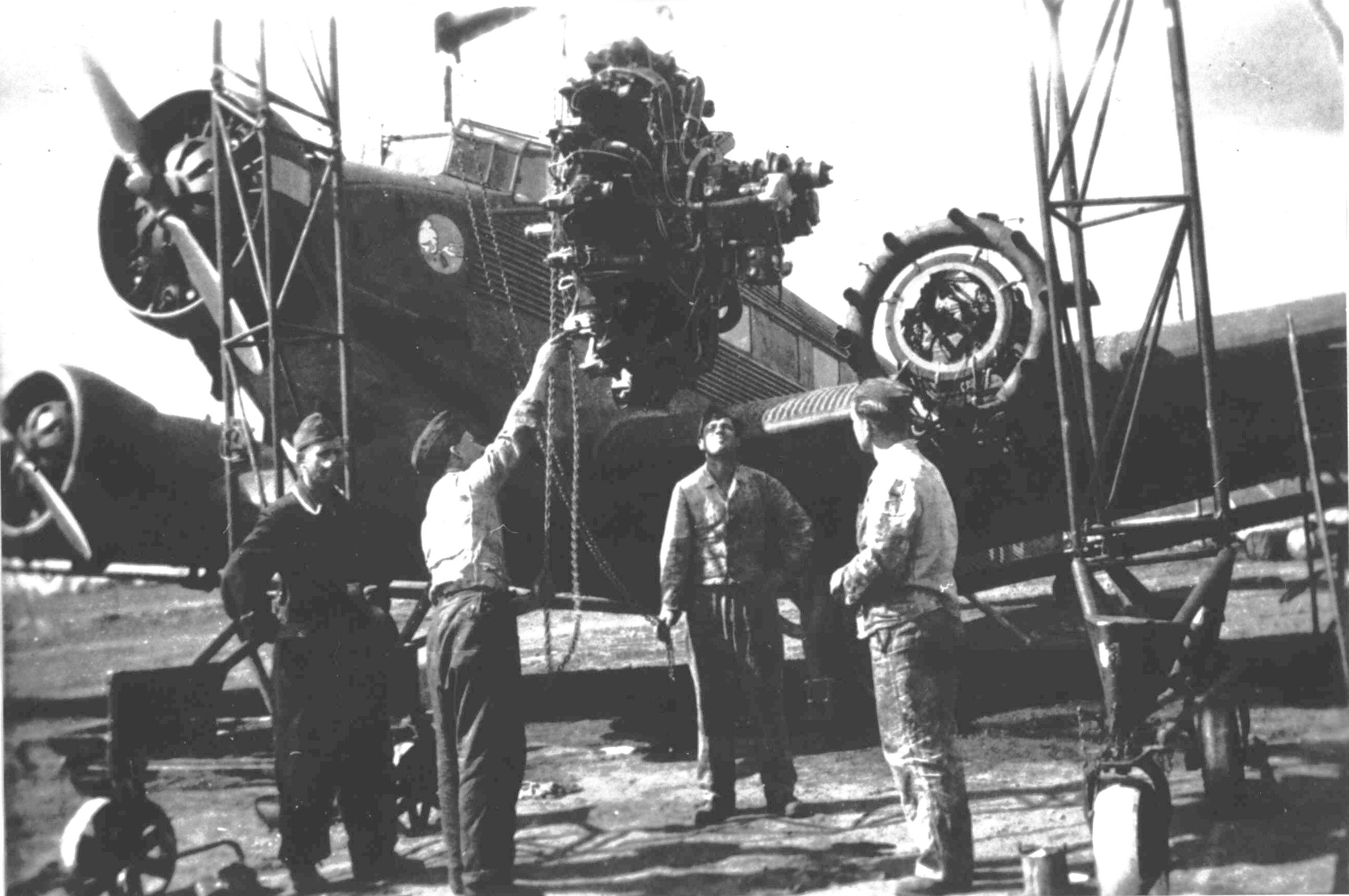
Junkers Ju 52 der KGr. z.b.V. 700 mit Storchenemblem, 1941–42

Bei der am 20. Mai 1941 beginnenden Luftlandeschlacht um Kreta war die Kampfgruppe z.b.V. 105 dem XI. Fliegerkorps der Luftflotte 4 unterstellt. Vom griechischen Flugplatz Tanagra (Lage) aus flog sie Fallschirmjäger und Luftlandetruppen nach Kreta.
Die Kampfgruppe z.b.V. 105 wechselte zum 22. Juni 1941, bei Beginn des Deutsch-Sowjetischen Krieges zum II. Fliegerkorps der Luftflotte 2 im Mittelabschnitt der Ostfront. Im Jahr 1942 wechselte sie zur Luftflotte 4 in den Süden der Ostfront. Zum Jahreswechsel 1942/43 war sie, vom Flugplatz Tazinskaja (Lage) aus, zusammen mit den KGr. z.b.V. 500 und KGr. z.b.V. 700 bei der Luftbrücke in den Stalingrader Kessel eingesetzt.
Währenddessen war die KGr. z.b.V. 400 im Mittelmeerraum beim Lufttransportführer Mittelmeer der Luftflotte 2 eingesetzt. Von Brindisi (Lage) in Italien aus flog sie Versorgungseinsätze für die deutschen Truppen in Nordafrika.
Die I. und II. Gruppe des Transportgeschwaders 4 unterstanden im zweiten Halbjahr 1943 dem X. Fliegerkorps des Luftwaffenkommandos Südost in Griechenland.
Bei Beginn der alliierten Landung in der Normandie war die IV. Gruppe des Transportgeschwaders 4, in Le Bourget (Lage) liegend, der Luftflotte 3 unterstellt.
Die I. Gruppe verfügte am 10. Januar 1945 über 36 Junkers Ju 52, während die IV. Gruppe 54 Maschinen unterschiedlichster Hersteller zur Verfügung hatte.

## Kommandeure

### Geschwaderkommodore
| Dienstgrad | Name             | Zeit                          |
| ---------- | ---------------- | ----------------------------- |
| Oberst     | Richard Kupschus | Mai 1943 bis 1944             |
| Major      | Erich Reiymann   | Dezember 1944 bis Januar 1945 |

### Gruppenkommandeure
I. Gruppe
- Major Rüdiger Jakob, 18. Mai 1943 bis 13. Mai 1944[13]
- Oberstleutnant Josef Kögl, 13. Mai 1944 bis 28. Juli 1944[14]
- Oberstleutnant Emil Herbst, 28. Juli 1944 bis 24. September 1944[15]
- Major Kurt Schneidenberger, 24. September 1944 bis Oktober 1944[16]
- Hauptmann Hans-Hermann Brambach, Oktober 1944 bis Februar 1945[17]
- Major Hermann Meersmann, 20. Januar 1945 bis ?[18]

II. Gruppe
- Oberstleutnant Gustav Damm, 1. Mai 1943 bis 15. Mai 1943[19]
- Oberstleutnant Werner Hoffmann, 15. Mai 1943 bis 24. Februar 1944[20]
- Major Emil Herbst, 24. Februar 1944 bis 28. Juli 1944[21]

III. Gruppe
- Major Herbert Heyer, 1. Mai 1943 bis 24. Januar 1944[22]
- Hauptmann Reinhard Wenning, 1944[23]
- Major Rüdiger Jakob, 1944[24]
- Hauptmann Hans-Hermann Brambach, 24. Oktober 1944 bis Oktober 1944[25]

IV. Gruppe
- Major Ferdinand Muggenthaler, 1. Mai 1943 bis 18. September 1943[26]
- Hauptmann Heinrich Hans, 18. September 1943 bis 29. August 1944[27]
- Major Günter Mauss, 30. August 1944 bis Februar 1945[28]

## Auszeichnungen
Bekannte Träger des Ritterkreuz des Eisernen Kreuzes oder höherer Stufen des Transportgeschwaders 4.
| Name                 | Dienstgrad    | Einheit | Ritterkreuz   | Eichenlaub | Schwerter |
| -------------------- | ------------- | ------- | ------------- | ---------- | --------- |
| Schliermann, Hermann | Oberfeldwebel | 5./TG 4 | 31. Okt. 1944 |            |           |

## Bekannte Geschwaderangehörige
- Werner-Eugen Hoffmann (1910–1998), war ab 1968, als Generalleutnant der Luftwaffe der Bundeswehr, Stellvertretender Befehlshaber im Hauptquartier des NATO-Kommandos Ostseeausgänge (BALTAP)